# Cantuaria delli
Cantuaria delli är en spindelart som beskrevs av Forster 1968. Cantuaria delli ingår i släktet Cantuaria och familjen Idiopidae. Inga underarter finns listade.